# Yady Bangoura
Yady Bangoura (30 giugno 1996) è un calciatore guineano, attaccante del Mons.

## Carriera

### Club
Nella stagione 2015-2016 ha totalizzato 30 presenze e 13 reti nella terza divisione belga con il Tienen; negli anni seguenti ha giocato nella medesima categoria con Geel, Eendracht Aalst e RFC Liegi, con anche una breve parentesi (ma senza partite giocate) con l'Union Saint-Gilloise in seconda divisione. Dopo le 2 stagioni al Racing Liegi (48 presenze e 28 reti totali nell'arco del biennio), al termine della stagione 2019-2020 si trasferisce al RWDM47, club della seconda divisione belga.

### Nazionale
Ha esordito in nazionale il 10 ottobre 2020 giocando da titolare in una partita amichevole vinta per 2-1 contro Capo Verde, in cui ha anche realizzato una delle 2 reti della sua squadra; il successivo 15 novembre gioca invece la sua prima partita ufficiale con la nazionale, disputando da titolare l'incontro pareggiato per 1-1 sul campo del Ciad e valevole per le qualificazioni alla Coppa d'Africa 2021.

## Statistiche

### Cronologia presenze e reti in nazionale
| Cronologia completa delle presenze e delle reti in nazionale ― Guinea | Cronologia completa delle presenze e delle reti in nazionale ― Guinea | Cronologia completa delle presenze e delle reti in nazionale ― Guinea | Cronologia completa delle presenze e delle reti in nazionale ― Guinea | Cronologia completa delle presenze e delle reti in nazionale ― Guinea | Cronologia completa delle presenze e delle reti in nazionale ― Guinea | Cronologia completa delle presenze e delle reti in nazionale ― Guinea | Cronologia completa delle presenze e delle reti in nazionale ― Guinea |
| Data                                                                  | Città                                                                 | In casa                                                               | Risultato                                                             | Ospiti                                                                | Competizione                                                          | Reti                                                                  | Note                                                                  |
| --------------------------------------------------------------------- | --------------------------------------------------------------------- | --------------------------------------------------------------------- | --------------------------------------------------------------------- | --------------------------------------------------------------------- | --------------------------------------------------------------------- | --------------------------------------------------------------------- | --------------------------------------------------------------------- |
| 10-10-2020                                                            | Faro                                                                  | Capo Verde                                                            | 1 – 2                                                                 | Guinea                                                                | Amichevole                                                            | 1                                                                     | 68’                                                                   |
| 15-11-2020                                                            | N'Djamena                                                             | Ciad                                                                  | 1 – 1                                                                 | Guinea                                                                | Qual. Coppa d'Africa 2021                                             | -                                                                     | 66’                                                                   |
| 28-3-2021                                                             | Windhoek                                                              | Namibia                                                               | 2 – 1                                                                 | Guinea                                                                | Qual. Coppa d'Africa 2021                                             | -                                                                     | 55’                                                                   |
| Totale                                                                |                                                                       | Presenze                                                              | 3                                                                     |                                                                       | Reti                                                                  | 1                                                                     |                                                                       |